# 待遇官吏
待遇官吏（たいぐうかんり）は、戦前の日本において、官等を有する形式上の官吏ではないが、公の儀礼において高等官や判任官に相当する待遇を受けた者である。

## 地位
待遇官吏は形式上の官吏の地位は与えられていないが、それと同様の待遇を与えられた者で、具体的には公立学校職員、巡査、看守、名誉領事などがこれにあたる。ただし、官吏と同じく、国家に対し忠実かつ無定量の勤務に服す公法上の義務は負うものとされていた。
公立学校教職員などは国庫からの俸給を受けない等の理由で待遇官吏とされたが、地方費から支弁されており、ほとんどの待遇官吏は勅令に定められた俸給を受け取る権利を有した。また、巡査、看守、教員については1923年（大正12年）の恩給法で恩給権を有する「公務員」として扱われるようになった。懲戒処分についても明治末期には「文官懲戒令」が準用されることになった。